# Andrea Nováková
Andrea Nováková (* 9. duben 1997, Praha) je česká herečka.

## Filmografie
- 2009 Vyprávěj (role: Zuzana Dvořáková - dětství)
- 2007 Bestiář (role: Karolína)
- příležitostné role - Redakce
- pořady pro ČT: Diktát, Kabaret, Hřiště č. 7
- publicistický film pro ČT: Rodina, škola a já
- dabing pro ČT a HBO
- reklamy: Hypernova, Allianz, U:FON, Škoda Octavia, O2 Neon, Activia atd.